# Alexander Tchernoff
Alexander Tchernoff (* 14. Januar 1942 in Batavia (Niederländisch-Indien)) ist ein niederländischer Kommunalpolitiker der rechtsliberalen VVD.
Tchernoffs Vater stammte aus Ukraine und arbeitete nach einem Landwirtschaftsstudium an der Landbau-Hochschule Wageningen in Niederländisch-Indien, wo Alexander Tchernoff 1942 geboren wurde. Alexander Tchernoff studierte bis 1967 an der Universität Leiden Rechtswissenschaft und trat dann als Beamter in das niederländische Innenministerium ein. 1983 wurde er zum Bürgermeister der Gemeinde Eelde ernannt, 1991 wechselte er als Bürgermeister in die Stadt De Bilt und blieb bis zu seiner Pensionierung 2007 in diesem Amt.
Alexander Tchernoff war Mitglied der niederländischen Delegation im Kongress der Gemeinden und Regionen des Europarates und von 1994 bis 1996 Präsident des Kongresses. In seine Amtszeit fiel die Umgestaltung der Ständigen Konferenz der Gemeinden und Regionen Europas in den Kongress der Gemeinden und Regionen Europas und damit die institutionelle Aufwertung dieses Organs des Europarates.
| Personendaten    | Personendaten                   |
| ---------------- | ------------------------------- |
| NAME             | Tchernoff, Alexander            |
| KURZBESCHREIBUNG | niederländischer Politiker      |
| GEBURTSDATUM     | 14. Januar 1942                 |
| GEBURTSORT       | Batavia (Niederländisch-Indien) |